# Lizzie Crozier French
Margaret Elizabeth "Lizzie" Crozier French (7 de maio de 1851 – 14 de maio de 1926) foi uma educadora e ativista pelo sufrágio feminino estadunidense. Ela foi uma das principais líderes na luta pelos direitos das mulheres no Tennessee no início dos anos 1900 e ajudou o estado a tornar-se o 36o estado a garantir às mulheres o direito ao voto, em 1920. Ela também fundou o Ossoli Circle, o mais antigo clube de mulheres no Sul, e liderou os esforços para levar a co-educação para a Universidade do Tennessee.

## Biografia

### Início da vida
Lizzie Crozier nasceu em Knoxville, Tennessee, em 1851, uma das cinco filhas de John H. Crozier e Maria Williams Crozier. Seu pai era um político que tinha servido na Câmara dos Deputados do Tennessee de 1837 a 1839, representando o Condado de Knox, e que tinha também sido deputado na Câmara dos Representantes dos EUA, de 1845 a 1849. Lizzie Crozier cresceu em uma casa cheia de livros e foi educada no Convento da Visitação em Georgetown e, depois, numa escola religiosa particular para moças em Columbia, Tennessee.
Em 1872, ela se casou com William Baxter French, um comerciante. Seu marido morreu 18 meses após o casamento e ela nunca se casou novamente. O casal teve um filho, William Williams French.

### Serviço na educação
Em outubro de 1885, com a ajuda de suas irmãs, ela reabriu o Instituto Feminino do Leste do Tennessee, voltado à educação literária e científica. Seu trabalho voltou-se ao ensino da elocução. Ela foi diretora da escola até 1890, quando decidiu focar-se no ativismo político.
Em novembro de 1885, French iniciou a fundação do Ossoli Circule, o primeiro clube de mulheres, no Tennessee, o primeiro clube do Sul dos Estados Unidos a participar da Federação Geral de Futebol Feminino.

### Direitos das mulheres
No início dos anos 1900, a revista de mulheres, The Delineator, realizou uma pesquisa comparativa nos estados dos EUA sobre os direitos das mulheres, colocando o Tennessee em empate com a Louisiana no último lugar. French descreveu a situação das mulheres casadas no estado como "nada mais nada menos do que a de um escravo," alegando que elas não tinham o direito a propriedades ou rendas.
As atividades pró-sufrágio feminino de French começaram já no início da década de 1880, quando ela discursou sobre o tema em Knoxville. Como o movimento sufragista ganhou força na década de 1900, ela foi eleita presidenta da Associação pelo Sufrágio no Tennessee e organizou um clube de escritoras para ajudar as mulheres a escrever cartas-para-o-editor de jornais de todo o estado. 
Quando se iniciaram as negociações a nível federal para ratificar o direito ao voto das mulheres, French passou a maior parte de seu tempo em Nashville fazendo lobby com os legisladores do estado. O estado ratificou o voto feminino em 19 de agosto de 1920.

### Vida pública

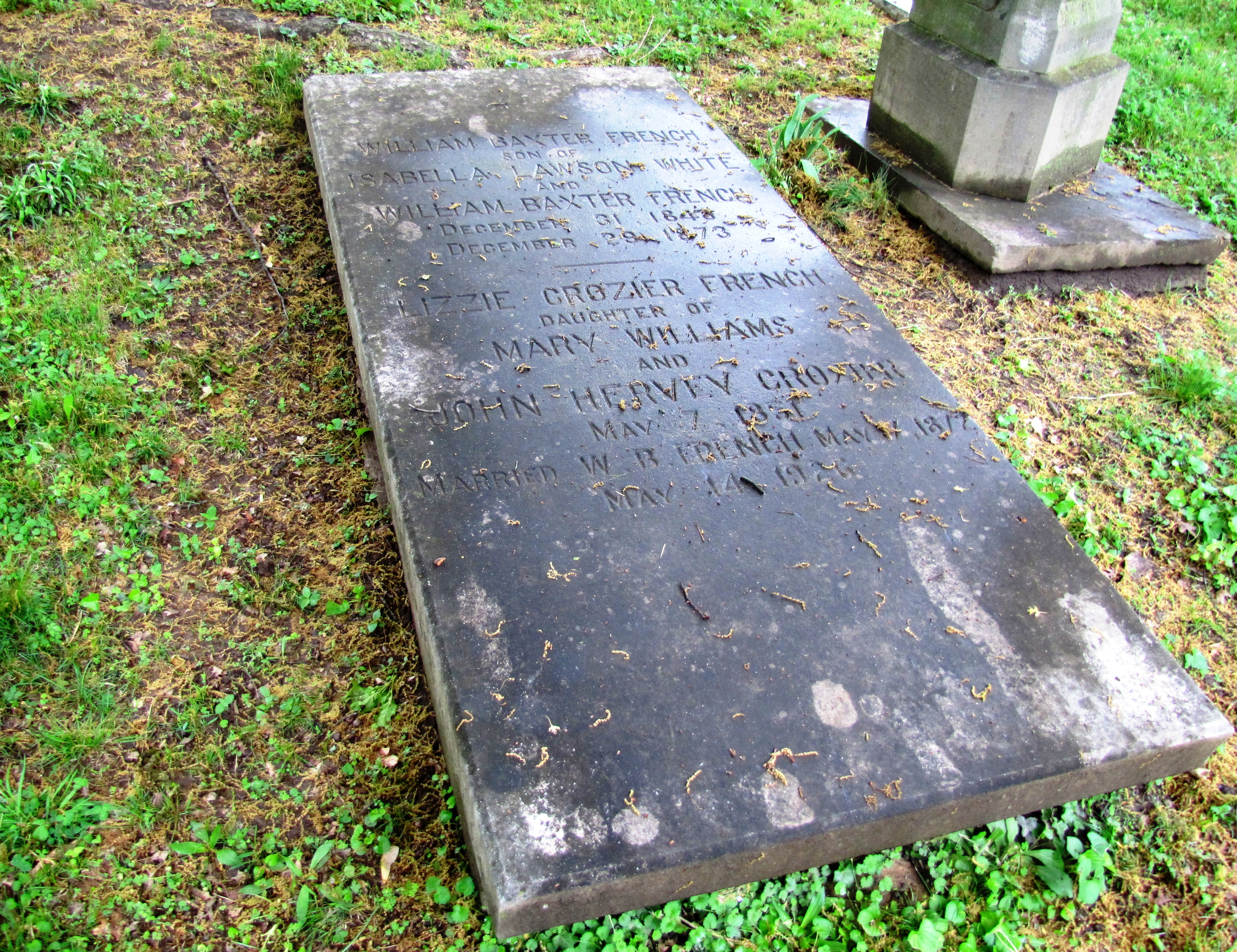
Túmulo de Lizzie Crozier French e seu marido, William

Em 1923, ela se tornou a primeira mulher a concorrer a uma eleição para o conselho da cidade de Knoxville. Sua candidatura não foi bem sucedida.
Lizzie Crozier French morreu em 14 de maio de 1926, em Washington, D. C., depois de uma breve doença. Ela estava na área de Washington para participar de uma conferência do Partido Nacional da Mulher, em Baltimore. Ela foi enterrada em Knoxville.

## Memorial pelo Sufrágio da Mulher do Tennessee
Lizzie Crozier French é representada em tamanho real em uma estátua de bronze no Memorial pelo Sufrágio da Mulher, em Knoxville, Tennessee, junto com Anne Dallas Dudley de Nashville e Elizabeth Avery Meriwether de Memphis. A escultura é de Alan LeQuire.